# Ia H'Drai
Ia H'Drai cũ là một huyện biên giới nằm ở phía tây nam tỉnh Kon Tum cũ, Việt Nam.

## Địa lý
Huyện Ia H’Drai nằm ở phía tây nam của tỉnh Kon Tum, nằm cách thành phố Kon Tum khoảng 150 km, có vị trí địa lý: 
- Phía đông giáp huyện Chư Păh, phía nam giáp huyện Ia Grai, tỉnh Gia Lai
- Phía tây giáp Vương quốc Campuchia với đường biên giới dài khoảng 76,4 km
- Phía bắc giáp huyện Sa Thầy.

Huyện Ia H'Drai có diện tích 980,22 km², dân số năm 2019 là 10.210 người, mật độ dân số đạt 10 người/km².
Dân số của huyện đa số là người đồng bào dân tộc thiểu số từ các tỉnh phía Bắc như Thái, Tày, Nùng, Mường, Sán Chỉ... được các doanh nghiệp trồng cao su trên địa bàn tuyển vào làm công nhân. Dân cư sinh sống tại 28 điểm dân của 21 thôn thuộc 3 xã. Dân số của huyện khó có thể đạt trên 25.000 người do đây là vùng đất còn mới mẻ. Nhưng cũng là vùng đất hứa hẹn tiềm năng trong tương lai đối với những hộ gia đình trẻ đến để canh tác và sinh sống.

## Hành chính
Huyện Ia H'Drai có 3 đơn vị hành chính trực cấp xã trực thuộc, bao gồm 3 xã: Ia Dom, Ia Đal và Ia Tơi (huyện lỵ).
Ia H'Drai là huyện có ít đơn vị hành chính cấp xã nhất cả nước.

## Lịch sử
Ia H'Drai vốn là tên gọi địa phương của sông Sa Thầy, con sông chảy ở vùng thung lũng nằm giữa hai dãy núi lớn chạy song song theo chiều Bắc - Nam của huyện này. Trước đây, con sông còn có một số tên gọi khác như Đăk Hơdrai, Nam Sathay (của người Lào) hoặc Nậm Sa Thầy (đã được Việt hóa).
Ghi chép sớm nhất về vùng đất này là trong tác phẩm Les Jungles moïs (Rừng Mọi) xuất bản năm 1912 của nhà thám hiểm Henri Maitre, trong đó ông mô tả một số làng của người Gia Rai, Rơ Măm mà ông đã gặp khi đi dọc theo thung lũng sông Sa Thầy.
Trước năm 2013, địa bàn huyện Ia H'Drai ngày nay vốn thuộc xã Mô Rai, huyện Sa Thầy.
Ngày 20 tháng 12 năm 2013, một phần diện tích và dân số của xã Mô Rai được tách ra để thành lập thêm 3 xã: Ia Dom, Ia Đal và Ia Tơi.
Ngày 11 tháng 3 năm 2015, Ủy ban Thường vụ Quốc hội ban hành Nghị quyết 890/NQ-UBTVQH13 về việc điều chỉnh địa giới hành chính huyện Sa Thầy để thành lập huyện Ia H'Drai, tỉnh Kon Tum. Theo đó, thành lập huyện Ia H'Drai trên cơ sở tách 3 xã: Ia Dom, Ia Đal và Ia Tơi thuộc huyện Sa Thầy.
Sau khi thành lập, huyện Ia H'Drai có 98.013,22 ha diện tích tự nhiên và 11.644 người với 3 xã trực thuộc, huyện lỵ đặt tại xã Ia Tơi.

## Kinh tế - xã hội

### Kinh tế
Trên địa bàn huyện có 6 doanh nghiệp trồng cao su với diện tích khoảng 24.700 ha, chiếm hơn 92% tổng diện tích cây trồng toàn huyện. Có 3 nhà máy thủy điện hoạt động Sê San 3A-108 MW, Sê San 4-360 MW, Sê San 4A-63 MW, đã phát điện hoà lưới quốc gia. Lực lượng chuyên trách trong quản lý bảo vệ biên giới có 5 Đồn biên phòng gồm: Hồ Le, Mô Rai, Suối Cát, Sa Thầy, Sê San.

### Y tế
Hệ thống y tế của huyện có đầy đủ các cấp bậc, gồm:
- Trung tâm Y tế huyện
- 3 Trạm Y tế xã.

### Giáo dục
Năm học 2019-2020, toàn huyện có 08 trường, 133 lớp, 2509 học sinh; so với năm học 2018-2019 số trường giảm 2 (do sáp nhập), số lớp tăng 17 lớp, số học sinh tăng 266 học sinh. Số lượng học sinh ngày càng tăng nhưng nguồn tài chính khó khăn nên vẫn còn tình trạng thiếu phòng học, nhà ở cho giáo viên và học sinh. Một số trường phải bố trí học tạm trong nhà gỗ, trong khu làm việc của giáo viên và cả nhà dân, sử dụng nhà công vụ của giáo viên làm nơi ở cho học sinh.
Các trường trên địa bàn huyện:
- Phân hiệu trường PTDT nội trú tỉnh Kon Tum tại huyện Ia H'Drai: Xã Ia Tơi
- Trường TH - THCS Nguyễn Tất Thành: Xã Ia Tơi
- Trường TH - THCS Hùng Vương: Xã Ia Đal
- Trường TH - THCS Nguyễn Du: Xã Ia Dom[10][11]
- Trường Mầm non Hoa Mai: Xã Ia Tơi
- Trường Mầm non Tuổi Ngọc: Xã Ia Dom
- Trường Mầm non Măng Non: Xã Ia Đal
- Trường Mầm non Tư thục 03/4.